# A Change of Seasons (EP)
A Change of Seasons je EP progresivnog metal sastava Dream Theater. Uz Live at the Marquee, ovo je jedino EP izdanje Dream Theatera.
A Change of Seasons se sastoji od 23–minutne naslovne skladbe i četiri dodatne uživo skladbe izvedene na koncertu u Ronnie Scott's Jazz Club u Londonu. Te četiri skladbe zapravo su kolekcija prerada Led Zeppelina, Eltona Johna, Deep Purplea,  Pink Floyda, Queena i drugih. U jednom dijelu naslovne skladbe klavijaturist Derek Sherinian koristio se glazbom iz pjesme Društvo mrtvih pjesnika. Tekst pjesme govori o smrti majke Mikea Portnoya. To je ujedno u prva skladba Dereka Sheriniana s Dream Theaterom.
Treba spomenuti kako je A Change of Seasons smatran EP–jem samo u imenu. Radi se o izdanju dužem od 50 minuta, što je puno duže od standardnog EP–ja koji je obično ispod 30 minuta. Ovaj EP je čak duži u trajanju od prva dva studijska albuma Dream Theatera.

## Popis pjesama
| Br. | Skladba | Tekstopisac                                                                | Skladatelj                                                                         | Trajanje |
| --- | --- | -------------------------------------------------------------------------- | ---------------------------------------------------------------------------------- | -------- |
| 1.  | »A Change of Seasons" - I. "The Crimson Sunrise" - II. "Innocence" - III. "Carpe Diem" - IV. "The Darkest of Winters" - V. "Another World" - VI. "The Inevitable Summer" - VII. "The Crimson Sunset« | Mike Portnoy                                                               | Dream Theater                                                                      | 23:06    |
| 2.  | »Funeral for a Friend/Love Lies Bleeding« (Elton John) | Bernie Taupin                                                              | Elton John                                                                         | 10:49    |
| 3.  | »Perfect Strangers« (Deep Purple) | Ian Gillan                                                                 | Ritchie Blackmore, Roger Glover                                                    | 5:33     |
| 4.  | »The Rover" (Led Zeppelin) "Achilles Last Stand" (Led Zeppelin) "The Song Remains the Same« (Led Zeppelin)                                                                                           | Robert Plant                                                               | Jimmy Page                                                                         | 7:28     |
| 5.  | »The Big Medley« | Roger Waters, Kerry Livgren, Freddie Mercury, Steve Perry, Mike Rutherford | Waters, Livgren, Mercury, Perry, Steve Morse, Rutherford, Tony Banks, Phil Collins | 10:34    |

## Pozicija na glazbenim ljestvicama
| ljestvica            | najbolji rang |
| -------------------- | ------------- |
| Billboard 200        | #58           |
| Finnish Charts (FIN) | #17           |
| Njemačka             | #50           |
| Oricon Charts        | #16           |
| Dutch charts (NL)    | #39           |
| Swedish charts (SWE) | #13           |
| UK Charts            | #88           |

## Izvođači
- James LaBrie – vokali
- John Petrucci – gitara
- John Myung – bas-gitara
- Mike Portnoy – bubnjevi
- Derek Sherinian – klavijature

## Vanjske poveznice
Službene stranice sastava Dream Theater - A Change of Seasons  Arhivirana inačica izvorne stranice od 16. veljače 2009. (Wayback Machine)